# Église Sant'Eligio dei Chiavettieri
L'église Sant'Eligio dei Chiavettieri (Saint-Éloi-des-Serruriers) est une église du centre historique de Naples, située via Cesare Sersale et vicolo Chiavettieri al Pendino. L'église est fermée depuis plusieurs décennies.

## Histoire et description
L'église, remontant à la période souabe, a eu comme ancien vocable celui de Santa Maria ad Ercole car elle aurait été construite à l'emplacement d'un ancien temple d'Hercule (Ercole en italien). C'est l'hypothèse de l'historien du XVIIe siècle Carlo Celano (it). Une autre hypothèse de l'historien du XIXe siècle, Francesco Ceva Grimaldi, affirme que l'église a été fondée par la famille d'Ercole, puissante famille de la période normande et souabe.
À la fin du XVe siècle, l'église est cédée à la corporation des fabricants d'épées, puis à celle des fabricants de clefs qui la font dédier à saint Éloi et qui la décorent et l'enrichissent d'œuvres d'art. En 1624, elle devient le siège de la confrérie du Sauveur et de Sainte Marie Mère de Dieu qui la font restaurer et embellir au XVIIIe siècle.
Elle échappe à la démolition due aux restructurations urbaines de la fin du XIXe siècle et elle est restaurée en 1913 et englobée dans un immeuble début-de-siècle de trois étages.
On remarque une petite statue du XVIIIe siècle du saint titulaire au-dessus du portail. L'intérieur est décoré de stucs baroques. L'église est fermée depuis plusieurs décennies et dans un état dégradé.

## Source de la traduction
- (it) Cet article est partiellement ou en totalité issu de l’article de Wikipédia en italien intitulé « Chiesa di Sant'Eligio dei Chiavettieri » (voir la liste des auteurs).